# 成都地铁33号线
成都地铁33号线位于四川省成都市，为隶属于成都地铁系统的地铁线路，线路代表色为浅绿色，目前属于规划阶段。

## 线路概要
成都地铁33号线起于武侯区白佛桥站，止于终点高新区锦水花乡站，线路全长21.9km，全为地下线。全线共设车站18座，设车辆段1座，停车场1座。工程拟采用全自动驾驶技术，地铁普线技术标准，设计时速80公里/小时，B型车6节编组，DC1500V接触网供电制式。
2017年，33号线计划进行勘察设计。2018年，计划于《成都市城市轨道交通第四期建设规划（2019-2025）》中上报国家发改委。5月，全线启动岩土初步勘察。2019年6月17日，国家发展改革委批复了成都市城市轨道交通第四期建设规划（2019－2024年），并未包含33号线。33号线因此未能转入建设，仍处于规划阶段。

## 车站
全线共设车站18座，其中10座换乘站为：在白佛桥站与成都地铁17号线换乘，在双凤桥站与成都地铁3号线换乘，在华兴站与成都地铁9号线和成都地铁10号线换乘，在珠江路站与成都地铁8号线和成都地铁30号线换乘，在锦城湖站与成都地铁5号线换乘，在天府一街站与成都地铁16号线和成都地铁23号线换乘，在世纪城站与成都地铁1号线和成都地铁18号线换乘，在新下街站与成都地铁29号线换乘，在张家寺站与成都地铁6号线换乘，在锦水花乡站与成都地铁20号线换乘。